# Saulsbury
Saulsbury és una població dels Estats Units a l'estat de Tennessee. Segons el cens del 2000 tenia 99 habitants.

## Demografia
Segons el cens del 2000, Saulsbury tenia 99 habitants, 43 habitatges, i 26 famílies. La densitat de població era de 106,2 habitants/km².
Dels 43 habitatges en un 25,6% hi vivien nens de menys de 18 anys, en un 48,8% hi vivien parelles casades, en un 9,3% dones solteres, i en un 39,5% no eren unitats familiars. En el 30,2% dels habitatges hi vivien persones soles el 20,9% de les quals corresponia a persones de 65 anys o més que vivien soles. El nombre mitjà de persones vivint en cada habitatge era de 2,3 i el nombre mitjà de persones que vivien en cada família era de 2,92.
Per edats la població es repartia de la següent manera: un 24,2% tenia menys de 18 anys, un 10,1% entre 18 i 24, un 15,2% entre 25 i 44, un 29,3% de 45 a 60 i un 21,2% 65 anys o més.
L'edat mediana era de 46 anys. Per cada 100 dones de 18 o més anys hi havia 97,4 homes.
La renda mediana per habitatge era de 30.000 $ i la renda mediana per família de 41.250 $. Els homes tenien una renda mediana de 26.250 $ mentre que les dones 28.125 $. La renda per capita de la població era de 10.335 $. Entorn del 22,2% de les famílies i el 29,7% de la població estaven per davall del llindar de pobresa.

## Poblacions més properes
El següent diagrama mostra les poblacions més properes.